# Europska mreža mladih kemičara
Europska mreža mladih kemičara (European Young Chemists’ Network, EYCN) je mlada divizija Europskog kemijskog društva (European Chemical Society, EuChemS) koja promovira kemiju među ljudima mlađim od 35 godina koji su članovi pridruženog europskog kemijskog društva.

## Povijest
Divizija EYCN je osnovana 2006. godine, a ideja za nju unutar EuChemS-a pojavila se tijekom nekoliko sastanaka mladih kemičara u Europi. Tako je 31. kolovoza 2006., tijekom konferencije „1st European Chemistry Congress (ECC)“ koja se održavala u Budimpešti, izrađena publikacija naslova Aims, Tasks and Goals of EYCN.
Jens Breffke (Njemačka) i Csaba Janáky (Mađarska) su u ožujku 2007. pozvali sva društva da pošalju svoje mlade predstavnike u Berlin kako bi se utvrdila pravila EYCN-a, koja je kasnije potvrdio Upravni odbor EuChemS-a. U međuvremenu se EYCN obratio svim mladim kemičarima unutar mreže Europskog kemijskog društva s ciljem razmjene znanja, iskustva i ideja. Kemijska društva iz 28 zemalja biraju mlade kemičare - delegate kao predstavnike svojih ogranaka mladih u EYCN organizaciji još od samog osnutka EYCN-a (karta).

## Organizacija
EYCN se sastoji od odbora s pet zasebnih timova (Membership Team, Networks Team, Global Connections Team, Science Team i Communication Team) koji imaju definirane zadatke te svakim timom upravlja Voditelj tima. S obzirom na to da je EYCN jedna od najaktivnijih divizija EuChemS-a, njen glavni cilj je potpora i mentoriranje studenata, istraživača u ranim fazama karijere te profesionalaca putem nagrada (nagrade za najbolji poster i najbolje usmeno izlaganje, nagrada European Yog Chemist Award - EYCA), programa razmjene (stipendije za kongrese, Young Chemists Crossing Borders - YCCB program) i obrazovnih aktivnosti (konferencije,dani karijera (Career Days), soft-skills skupovi).
Važno je napomenuti da EYCN uspješno surađuje s drugim mrežama za kemičare u ranim fazama karijere u Europi i šire. Divizija ostvaruje naročito produktivnu suradnju s American Chemical Society - Younger Chemists Committee, ACS-YCC te aktivno sađuje s International Younger Chemists Network, IYCN.
Uz financijsku potporu od strane EuChemS-a, EYCN uživa i dugogodišnju potporu tvrtke EVONIK Industries.

## Projekti i događanja
Kako bi se znanost približila općoj javnosti, EYCN od 2016. godine organizira natječaj fotografija Photochimica u suradnji s Royal Society of Chemistry (RSC) te natječaj video uradaka Chemistry Rediscovered.
EYCN također organizira mnoštvo različitih događanja, uključujući međunarodnu konferenciju European Young Chemists’ Meeting (EYCheM) svake druge godine, simpozij u sklopu konferencije ECC svake druge godine te godišnji Skup delegata (Delegate Assembly, DA). Od 2006. godine do danas je održano 15 takvih Skupova delegata, pri čemu je prvi održan u Budimpešti u Mađarskoj.

## Članovi EYCN Odbora
Od 2006. do 2013. godine EYCN Odbor i odgovarajući timovi su nasumično mijenjani svake jedne do tri godine. Nakon 2013. godine izbori su održavani svake druge godine. Svaki EYCN Odbor je unaprjeđivao utjecaj EYCN-a putem nekoliko ključnih doprinosa.
- 2019. – 2021.[11][12]

Predsjednik: Antonio M. Rodríguez García (Španjolska); Tajnik: Maximilian Menche (Njemačka); Rizničar: Jelena Lazić (2019–20) (Srbija), Carina Crucho (2020–21) (Portugal); Vođa tima Komunikacije: Maxime Rossato (Francuska); Vođa tima Globalna povezanost: Lieke van Gijzel (Nizozemska); Vođa tima Članstvo: Miguel Steiner (Austrija); Vođa tima Umrežavanje: Jovana V. Milic (Švicarska); Vođa tima Znanost: Katarina Josifovska (2019–20) (Sjeverna Makedonija), Robert-Andrei Țincu (2020–21) (Rumunjska); Savjetnik: Alice Soldà (Italija)
- 2017. – 2019.[13][14]

Predsjednik: Alice Soldà (Italija); Tajnik: Torsten John (Njemačka); Vođa tima Komunikacije: Kseniia Otvagina (Rusija); Vođa tima Članstvo: Jelena Lazić (Srbija); Vođa tima Umrežavanje: Victor Mougel (Francuska); Vođa tima Znanost: Hanna Makowska (Poljska); Savjetnik: Fernando Gomollón-Bel (Španjolska)
Glavna postignuća: Mrežna stranica "Chemistry across Europe" pruža osnovne informacije o kemiji u akademskom i industrijskom polju u sklopu cijele Europe te je osnovan EYCN YouTube kanal. Skup 2nd European Young Chemists' Meeting (EYCheM) je organiziran u suradnji s JCF Bremen.
- 2015. – 2017.

Predsjednik: Fernando Gomollón-Bel (Španjolska); Tajnik: Camille Oger (Francuska); Vođa tima Znanost: Oana Fronoiu (Rumunjska); Vođa tima Komunikacije: Sarah Newton (Ujedinjeno Kraljevstvo); Vođa tima Umrežavanje: Michael Terzidis (Grčka); Vođa tima Članstvo: Emanuel Ehmki (Austrija)
Glavna postignuća: Utvrđena su pravila za proces izbora EYCN Odbora i za prisustvovanje Skupu delegata (DA), a odlučeno je i o izdavanju mjesečne newsletter publikacije.
- 2013. – 2015.

Predsjednik: Frédérique Backaert (Belgija); Tajnik: Aurora Walshe (Ujedinjeno Kraljevstvo); Vođa tima Znanost: Vladimir Ene (Rumunjska); Vođa tima Vanjske komunikacije: Lisa Phelan (Irska); Vođa tima  Članstvo: Koert Wijnbergen (Nizozemska); Vođa tima Umrežavanje: Anna Stefaniuk-Grams (Poljska); Savjetnik: Cristina Todaşcă (Rumunjska)
Glavna postignuća: Prvo sudjelovanje EYCN-a na skupu EuCheMS Chemistry Congress (ECC5) u Istanbulu u Turskoj 2014. godine.
- 2012. – 2013.

Predsjednik: Cristina Todaşcă (Rumunjska); Tajnik: Aurora Walshe (Ujedinjeno Kraljevstvo)
Glavna postignuća: EYCN je po prvi put organiziran u timove, svaki sa svojim vođom i delegatima kao članovima tima.
- 2010. – 2012.

Predsjednik: Viviana Fluxa (Švicarska); Tajnik: Cristina Todaşcă (Rumunjska); Odnosi s industrijama: Lineke Pelleboer (Nizozemska); Vanjske komunikacije: Guillaume Poisson (Francuska); Članstvo i unutrašnje komunikacije: Aurora Walshe (Ujedinjeno Kraljevstvo); Dizajner mrežne stranica: Magorzata Zaitz (Poljska)
Glavna postignuća: Razvoj EYCN mrežne stranice i aktivno sudjelovanje na skupu 3rd EuCheMS Chemistry Congress u Nürnbergu u Njemačkoj 2010. godine.
- 2009. – 2010.

Predsjednik: Sergej Toews (Njemačka); Tajnik: Helena Laavi (Finska); Odnos s industrijom: Viviana Fluxa (Švicarska); Komunikacije: Dan Dumitrescu (Rumunjska); Znanstveni poslovi: Ilya Vorotyntsev (Rusija)
Glavno postignuće: Razvijen korporativni identitet EYCN-a.
- 2006. – 2009.

Predsjednik: Csaba Janáky (Mađarska); Tajnik: Emma Dumphy (Švicarska); Rizničar: Juan Luis Delgado de la Cruz (Španjolska); Časnik za sponzorske odnose: Jens Breffke (Njemačka); Službenik za komunikacije: Cristina Todaşcă (Rumunjska)

Glavno postignuće: Stvaranje EYCN-a u Berlinu od nazočnih predstavnika 12 kemijskih društava.

## Vanjske poveznice
- Službena web-stranica